# 豚萎縮性鼻炎
豚萎縮性鼻炎（ぶたいしゅくせいびえん、英: atrophic rhinitis, AR）は、Bordetella bronchiseptica単独感染あるいはPasteurella multocidaとの混合感染を原因とするブタの感染症。豚マイコプラズマ肺炎、豚胸膜肺炎と合わせて豚の三大呼吸器病と呼ばれる。混合感染のほうが重篤な症状を示す。家畜伝染病予防法において届出伝染病に指定されている。

## 原因
Bordetella bronchisepticaはグラム陰性好気性球桿菌であり、強い皮膚壊死毒を産生するⅠ相菌と産生しないⅢ相菌があるが、病原性を示すのはⅠ相菌である。Pasteurella multocidaはグラム陰性好気性短桿菌であり、莢膜抗原からA~E型に分類されるが、病原性を示すのはD型とA型である。直接接触および飛沫により感染が成立する。3週齢以前での発症率は高いが、6週齢以後では発症率は極めて低い。

## 症状
感染初期にくしゃみ、流涙、水様性鼻汁、目頭の皮膚に黒褐色の斑点（アイパッチ）がみられ、病状が進むと顔面頭蓋の変形を起こす。後遺症として鼻曲がりを示すことがある。

## 診断
菌分離、凝集反応、ELISA、PCRにより診断する。

## 治療
サルファ剤、テトラサイクリン系抗生物質、カナマイシンなどを飼料添加あるいは鼻腔内スプレーとして用いる。

## 予防
妊娠豚にワクチンを接種し、初乳を介して子豚に抗体を移行させる。